# Conilorpheus herdmani
Conilorpheus herdmani är en kräftdjursart som beskrevs av Stebbing 1905. Conilorpheus herdmani ingår i släktet Conilorpheus och familjen Cirolanidae. Inga underarter finns listade i Catalogue of Life.